# El sabor del té
El sabor del té (Japonés: 茶の味;  Hepburn: Cha no Aji?), es una película japonesa de fantasía y comedia del año 2004 escrita y dirigida por Katsuhito Ishii. Esta cinta ha sido referida como una versión surreal de la película sueca Fanny y Alexander (1982) de Ingmar Bergman. Esta cinta compartió con Parapalos (2004) de Ana Poliak el Gran Premio a Película Extranjera y obtuvo el Premio de la audiencia del Festival de Cine de Entrevues del 2004. Adicionalmente recibió el Premio Maile Dorada del Festival Internacional de Cine de Hawái de 2004. También obtuvo el Premio del Jurado NETPAC del Festival de Cine Noches Negras de Tallin de 2004. En el 2005 recibió el premio a Mejor Película Asiática del Festival de Cine Fantasia, obtuvo el Premio de la audiencia en el Festival de Cine Japonés de Dejima y recibió el premio de la audiencia en el Festival de Cine Asiático de Nueva York del 2005. En la vigésimo sexta (26°) edición del Festival de Cine de Yokohama se concedió el premio del festival en la categoría Mejor Nuevo Talento  a la actriz Anna Tsuchiya por esta película.

## Argumento
La cinta sigue las vidas de la familia Haruno, quienes viven en la zona rural de la Prefectura de Tochigi al norte de Tokio. Nobuo es un hipnoterapista que enseña a su hijo a jugar Go. Hajime se convierte en un excelente jugador de go pero debe lidiar con los inconvenientes de la pubertad.

## Reparto
- Satomi Tezuca como Yoshiko Haruno: esposa de Nobuo y madre de Hajime y de Sachico.
- Tomokazu Miura como Nobuo Haruno: hipnoterapista. Esposo de Yoshiko y padre de Hajime y de Sachico.
- Takahiro Sato como Hajime Haruno: adolescente de dieciséis (16) años hijo de Yoshiko y Nobuo y hermano mayor de Sachiko.
- Maya Banno como Sachiko Haruno: niña de seis (6) años hija de Yoshiko y Nobuo y hermana menor de Hajime.
- Tadanobu Asano como el Tio Ayano.
- Tatsuya Gashuin como el Abuelo.
- Anna Tsuchiya como Aoi Suzuishi.
- Tomoko Nakashima como Akira Terako.
- Rinko Kikuchi como mesera.

## Recepción
El sabor del té tiene una aprobación del 100% en el portal Rotten Tomatoes y un puntaje de 77\100 en el portal Metacritic. Ed Park incluyó esta cinta en la lista Las mejores películas de todos los tiempos 2012 de la revista Sight and Sound.